# 최헌길
최헌길(崔獻吉, 1901년 2월 19일 ~ 1982년 12월 18일, 강원 강릉)은 대한민국의 정치인이다. 초대, 제2대 국회의원을 역임하였다.

## 약력
- 한문 수학
- 신리공립보통학교 졸업
- 강릉농업학교 졸업
- 강릉 주문진읍 명덕청년단장
- 주문진읍회 의원
- 강릉군 학교평의원
- 대한독립촉성국민회 주문진읍지부 위원장
- 제헌 국회의원(강원 강릉을)
- 한국민족대표자대회 강릉군 대의원

## 역대 선거 결과
|  | 53.21% |

|  | 100.00% |

|  | 37.93% |

## 참고 자료
- 《대한민국 의정총람》, 국회의원총람발간위원회, 1994년
- 최헌길 - 대한민국헌정회

| 전임 최규옥 | 제4대 강원도지사 1954년 7월 16일 ~ 1956년 5월 25일 | 후임 김장흥 |

| 전임 이익흥 | 제5대 경기도지사 1956년 5월 26일 ~ 1960년 5월 11일 | 후임 최문경 |